# Beija-flor-de-peito-escamoso
O beija-flor-de-peito-escamoso (Lampornis sybillae) é uma espécie de ave da família Trochilidae (beija-flores). Pode ser encontrada nos seguintes países: Honduras e Nicarágua. Os seus habitats naturais são: regiões subtropicais ou tropicais húmidas de alta altitude.